# Квазівійна
Квазівійна́ (англ. Quasi-War, фр. Quasi-guerre) — неоголошена війна, що спалахнула між США та Францією на початку президентства Джона Адамса і майже повністю відбувалася в морі  з 1798 по 1800 рік. 
Після повалення і скасування французької монархії у вересні 1792 року США відмовилися продовжувати погашати свій великий борг перед Францією, яка підтримувала США під час війни за незалежність. США посилалися на те, що завинили попередньому режиму. Франція також була обурена договором Джея і тим, що США почали активно торгувати з Британією, з якою Франція воювала на той час. У відповідь Франція уповноважила так званих «приваті» здійснювати напади на американські судна, що призвело до захоплення численних торговельних суден і, зрештою, змусило США вжити заходів у відповідь.
Війну називали «квазі», оскільки вона не була офіційно оголошена обома державами. Воєнні дії тривали протягом двох років на морі, під час яких регулярні флоти та приватні кораблі вели бойові дії переважно у Вест-Індії. У багатьох битвах брали участь відомі військово-морські офіцери, такі як Стівен Декейтур, Сілас Талбот і Вільям Бейнбрідж. Несподівана бойова агресивність і стійкість новостворених ВМС США, які сконцентрувалися на атаках на французькі західноіндійські «приваті», разом з наростаючими слабкостями та остаточним поваленням панівної Французької директорії, змусили міністра закордонних справ Франції Талейрана відновити переговори зі США. Водночас американський президент Адамс вів «гарячі бої» з Александром Гамільтоном щодо контролю над своєю адміністрацією. Несподівано для всіх Адамс відкинув пропозиції антифранцузьких «яструбів» у власній партії та запропонував мир Франції. У 1800 році він направив Вільяма Ванса Мюррея до Франції для переговорів про мир; федералісти волали про зраду. Бойові дії закінчилися підписанням Мортфонтенської угоди, відомої як «Конвенція 1800 року».

## Нотатки
1. ↑  Хоча Велика Британія формально не була воюючою стороною, США отримували значну підтримку від Королівського флоту. Дві сили обмінювалися кодованими сигналами та розвідувальними даними про рух французького флоту, військові кораблі США використовували британські Карибські острови як бази, а американські торговці приєднувалися до конвоїв, супроводжуваних Британією[1].